# USS Takanis Bay (CVE-89)
USS Takanis Bay (CVE-89/CVU-89) là một tàu sân bay hộ tống lớp Casablanca được Hải quân Hoa Kỳ chế tạo trong Chiến tranh Thế giới thứ hai. Tên nó được đặt theo vịnh Takanis trên bờ Tây đảo Yakobi ở Alaska (gần Sitka). Nó đã hoạt động cho đến hết Thế Chiến II, xuất biên chế năm 1946 và bị bán để tháo dỡ năm 1960.

## Thiết kế và chế tạo
Takanis Bay được đặt lườn tại Xưởng tàu Vancouver của hãng Kaiser Company, Inc. ở Vancouver, Washington vào ngày 16 tháng 12 năm 1943. Nó được hạ thủy vào ngày 10 tháng 3 năm 1944; được đỡ đầu bởi bà Alden R. Sanborn; và được nhập biên chế vào ngày 15 tháng 4 năm 1944 dưới quyền chỉ huy của Hạm trưởng, Đại tá Hải quân A. R. Brady.

## Lịch sử hoạt động
Sau khi hoàn tất chạy thử máy, Takanis Bay hoạt động ngoài khơi San Diego, làm nhiệm vụ huấn luyện phi công và chuẩn nhận tàu sân bay cho đến khi Nhật Bản đầu hàng, kết thúc cuộc xung đột vào giữa tháng 8 năm 1945. Trong giai đoạn từ ngày 24 tháng 5 năm 1944 đến ngày 28 tháng 8 năm 1945, nó đã chuẩn nhận tổng cộng 2.509 phi công.
Vào ngày 28 tháng 8 năm 1945, Takanis Bay lên đường đi Trân Châu Cảng, nơi nó được phân về Hải đội Tàu sân bay Vận chuyển, Hạm đội Thái Bình Dương. Trong hai chuyến đi, nó đã giúp vận chuyển 1.300 người về San Diego. Đến cuối tháng 9, con tàu được điều động tham gia Chiến dịch Magic Carpet, được đặt ra nhằm mục đích duy nhất để đưa các cựu chiến binh quay trở về nhà. Tại San Diego, giường cho 800 hành khách được lắp đặt trên chiếc tàu sân bay, và nó thực hiện hai chuyến đi khứ hồi đến quần đảo Hawaii và một chuyến khác đến vịnh Tokyo để hồi hương binh lính mãn nhiệm.

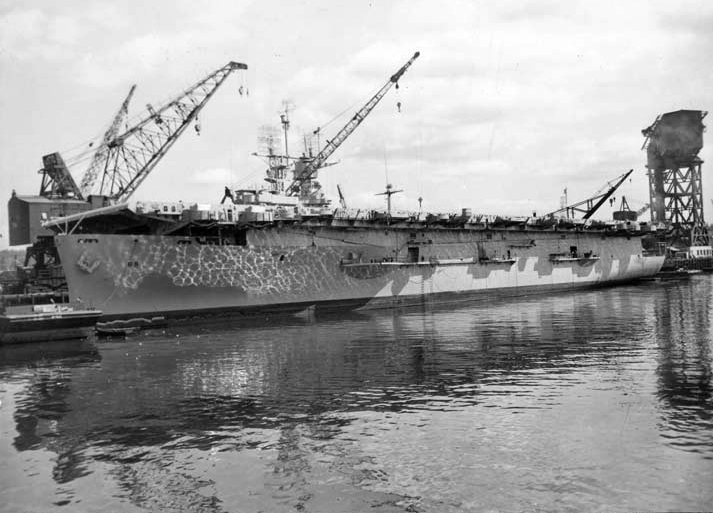
Takanis Bay đang được cho ngừng hoạt động tại Xưởng hải quân Puget Sound, 1946.

Takanis Bay đi đến San Pedro, California sau chuyến đi cuối cùng vào ngày 2 tháng 1 năm 1946. Nó chuyển đến Puget Sound, Washington vào tháng 4, nơi công việc đại tu chuẩn bị ngừng hoạt động được tiến hành, và con tàu được cho xuất biên chế vào ngày 18 tháng 6 năm 1946. Đang khi trong thành phần dự bị, Takanis Bay được xếp lại lớp như một tàu sân bay đa dụng với ký hiệu lườn CVU-89 vào ngày 12 tháng 6 năm 1955. Tên nó được cho rút khỏi danh sách Đăng bạ Hải quân vào ngày 1 tháng 8 năm 1959; và con tàu bị bán cho hãng Hyman-Michaels Company, Chicago, Illinois vào ngày 29 tháng 6 năm 1960 để tháo dỡ, và được tháo dỡ tại Portland, Oregon.